# Wilhelm Busch

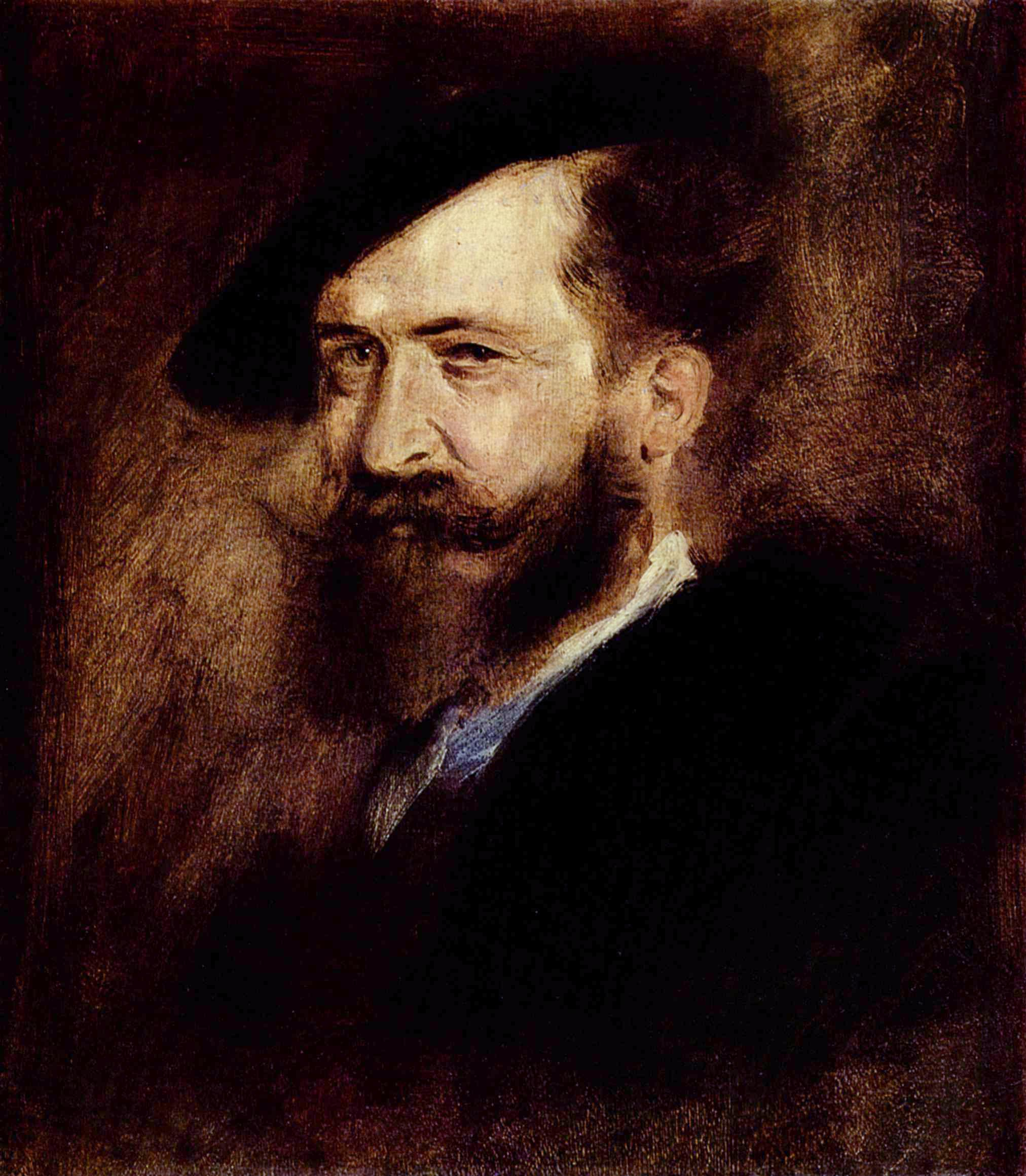
Portret autorstwa Franza von Lenbacha, 1875 r.

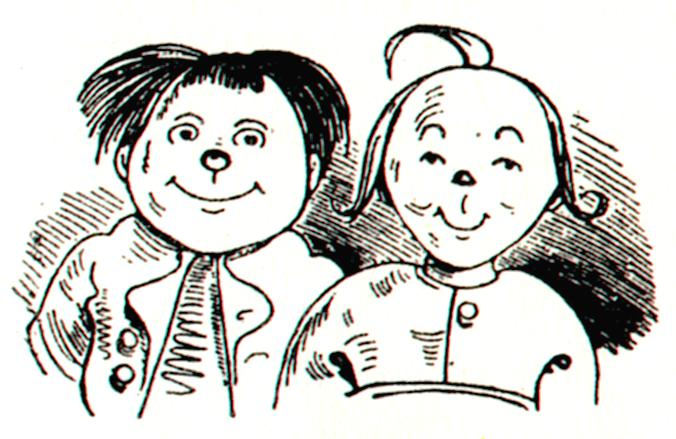
Max i Moritz, bohaterowie historyjek obrazkowych

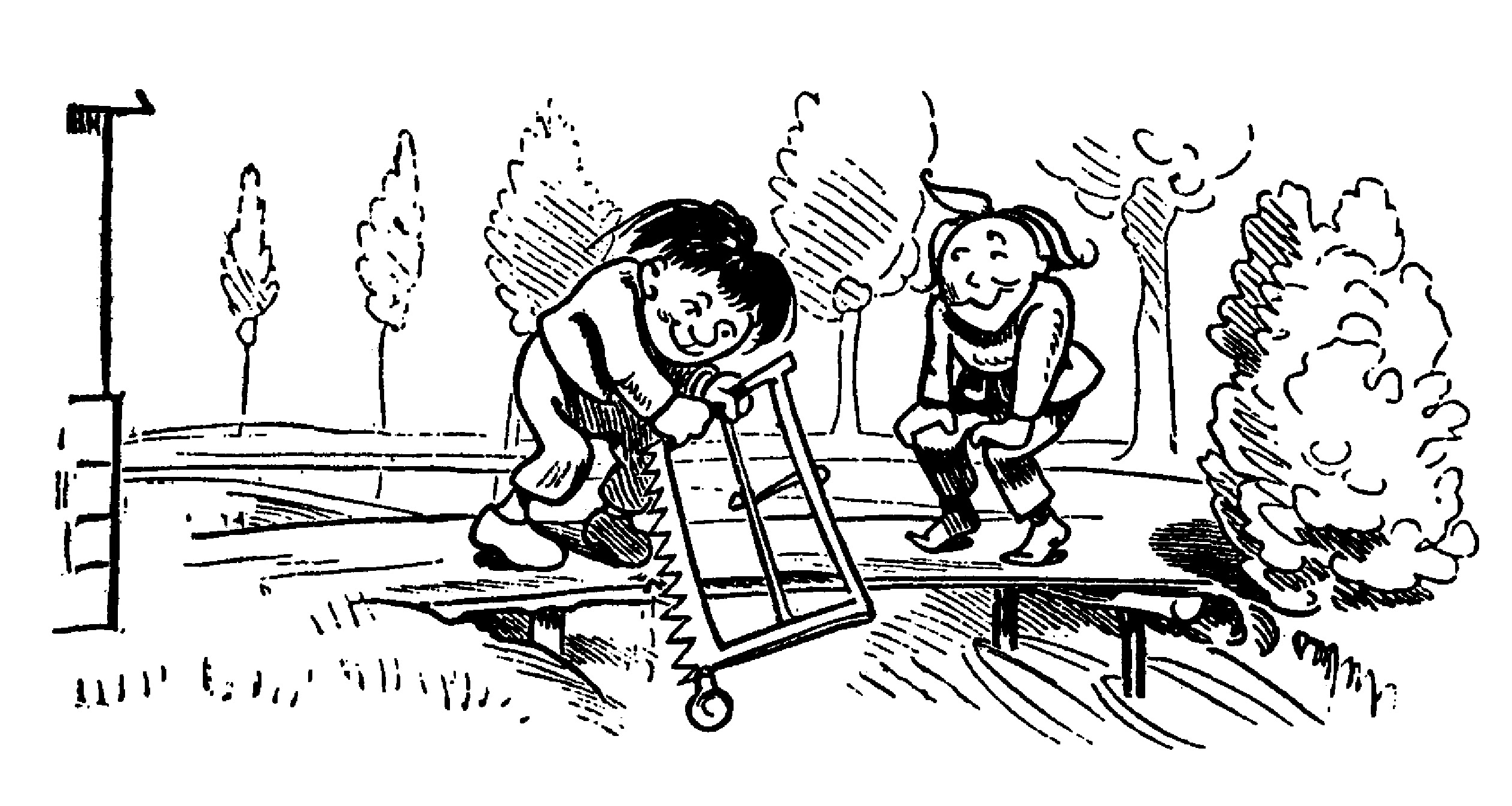
Max i Moritz, bohaterowie historyjek obrazkowych

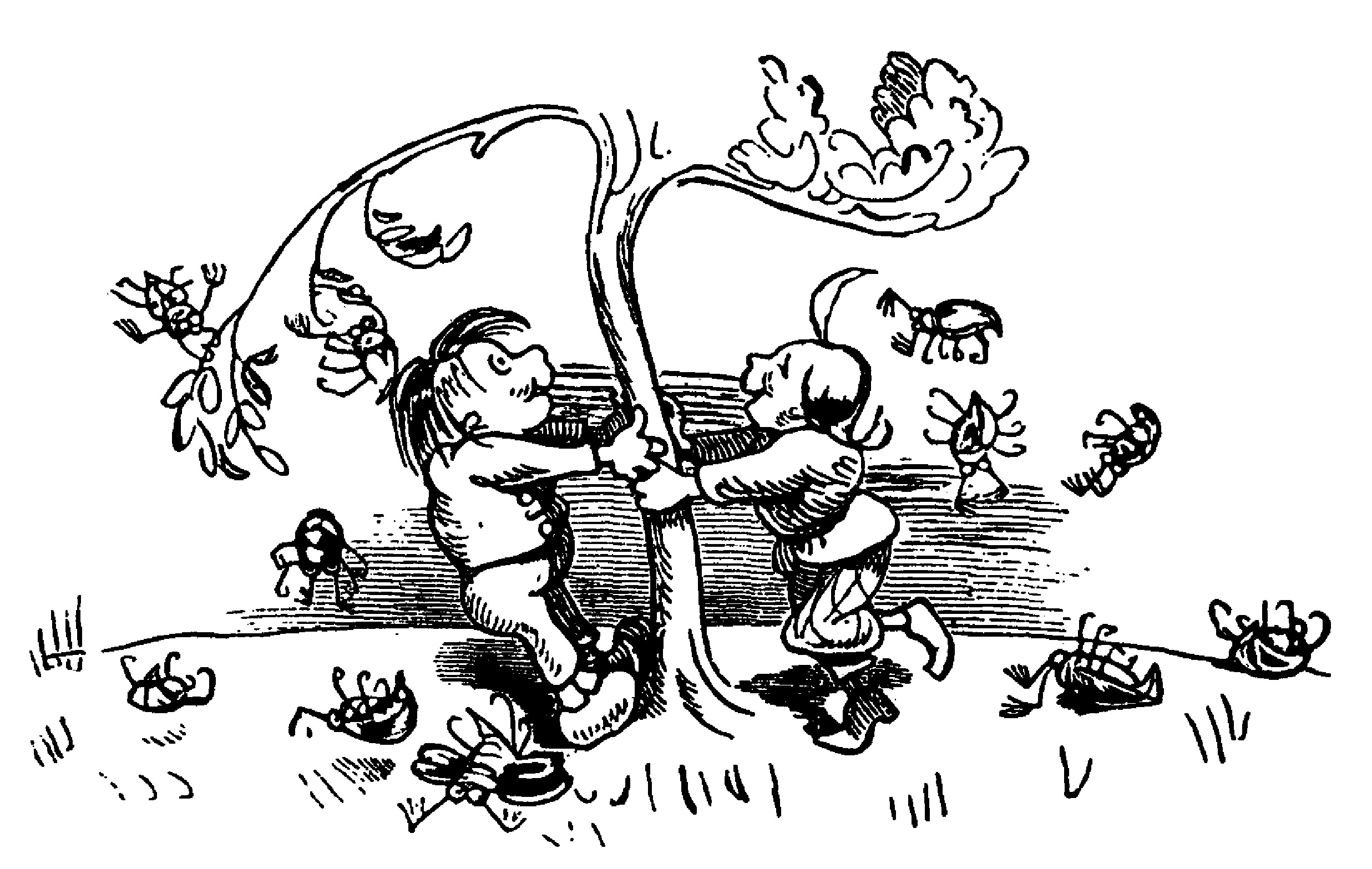
Max i Moritz, bohaterowie historyjek obrazkowych

Wilhelm Busch (ur. 15 kwietnia 1832 w Wiedensahl koło Hanoweru, zm. 9 stycznia 1908 w Mechtshausen) – niemiecki autor satyrycznych wierszowanych opowiadań kreskowych, uważany za praojca komiksu.

## Życiorys i twórczość
Wilhelm Busch do szkoły uczęszczał w rodzinnym mieście. W 1847 roku rozpoczął studia inżynierskie w Hanowerze, które przerwał w 1851 roku. Następnie studiował na akademiach  sztuki w Düsseldorfie, Antwerpii i Monachium. Po ukończeniu studiów w 1859 roku tworzył obrazkowe humorystyczne teksty do Fliegende Blätter i Münchener Bilderbogen. W roku 1865 ukazała się historyjka Max und Moritz, która przyniosła mu dużą popularność. Do 1910 ukazało się w Niemczech ponad pół miliona kopii tego utworu.
Inne humorystyczne ilustrowane utwory Wilhelma Buscha: Der heilige Antonius von Padua, Die fromme Helene, Hans Huckebein, Dideldum!, Herr und Frau Knopp. Jego prace zostały przetłumaczone na wiele języków. W swoich satyrycznych tekstach  pokazywał takie cechy ludzi lub grup społecznych jak podwójna moralność, pozorna pobożność, samozadowolenie. Niektóre z jego dwuwierszy stały się skrzydlatymi słowami, np.: Vater werden ist nicht schwer, Vater sein dagegen sehr (Nie jest trudno zostać ojcem, ale trudno jest być ojcem) albo: Dieses war der erste Streich, doch der zweite folgt sogleich (To był pierwszy figiel, wkrótce będzie następny).
Wilhelm Busch był też rysownikiem, malarzem, a również autorem poważniejszych utworów poetyckich i prozatorskich, jednak nie osiągnęły one popularności jego historyjek obrazkowych.

## Dzieła
- 1859 Die kleinen Honigdiebe
- 1864 Bilderpossen
- 1865 Max und Moritz
- 1865 Die gestörte und wiedergefundene Nachtruhe oder: Der Floh
- 1865 Der Virtuos
- 1866 Schnaken und Schnurren
- 1867 Hans Huckebein der Unglücksrabe
- 1868 Schnaken und Schnurren, część II
- 1869 Schnurrdiburr oder die Bienen Braun
- 1870 Der heilige Antonius von Padua
- 1872 Schnaken und Schnurren, część III
- 1872 Die fromme Helene
- 1872 Bilder zur Jobsiade
- 1872 Pater Filuzius
- 1873 Der Geburtstag oder die Partikularisten
- 1874 Dideldum!
- 1874 Kritik des Herzens
- 1875 Abenteuer eines Junggesellen
- 1876 Herr und Frau Knopp
- 1877 Julchen
- 1878 Die Haarbeutel
- 1879 Fipps der Affe
- 1881 Stippstörchen für Äuglein und Öhrchen
- 1881 Der Fuchs. Die Drachen. – Zwei lustige Sachen
- 1882 Plisch und Plum
- 1883 Balduin Bählamm, der verhinderte Dichter
- 1884 Maler Klecksel
- 1891 Eduards Traum
- 1893 Von mir über mich
- 1895 Der Schmetterling
- 1904 Zu guter Letzt
- 1908 Hernach
- 1909 Schein und Sein
- 1910 Ut ôler Welt

## Opracowania
- Joseph Kraus: Wilhelm Busch. Hamburg: Rowohlt, 1970. ISBN 3-499-50163-5.
- Herbert Günther: Der Versteckspieler. Stuttgart: Union Verlag, 1991. ISBN 3-407-80894-1.